# Tu veux ou tu veux pas
Tu veux ou tu veux pas is een Franse film uit 2014 onder regie van Tonie Marshall. 
De film zou eerst de naam Les missionnaires krijgen die daarna werd gewijzigd naar Addicts, maar uiteindelijk werd de film genoemd naar het gelijknamig populair Frans lied dat onder andere door Brigitte Bardot en Marcel Zanini gezongen werd.

## Verhaal
Lambert (Patrick Bruel) is een ex-seksverslaafde die zijn probleem onder controle heeft gekregen en nu een huwelijksbureau uitbaat. Het gaat hem financieel voor de wind tot hij een nieuwe assistente Judith (Sophie Marceau) aantrekt. Hij wordt zwaar op de proef gesteld wanneer hij vaststelt dat zij ook een seksverslaafde is, die haar verslaving helemaal niet onder controle heeft.

## Rolverdeling
| Acteur               | Personage                          |
| -------------------- | ---------------------------------- |
| Sophie Marceau       | Judith                             |
| Patrick Bruel        | Lambert                            |
| Sylvie Vartan        | de moeder van Lambert              |
| André Wilms          | de oom van Judith                  |
| François Morel       | Alain                              |
| Philippe Lellouche   | Bruno                              |
| Jean-Pierre Marielle | zichzelf                           |
| Micheline Presle     | de verontwaardigde vrouw op straat |